# Guillaume-Francis-Victor Labernadie
Guillaume-Francis-Victor Labernadie, francoski general, * 1888, † 1945.